# Reed Park
Christine Emerson Reed Park (dawniej Park Lincolna (ang.) Lincoln Park – park znajdujący się w Santa Monica, położony między 7 ulicą i Lincoln Boulevard,  oraz California Avenue i Wilshire Boulevard. Od niego zainspirowana została nazwa zespołu numetalowego Linkin Park.
Park zajmuje powierzchnię 5,3 akra (2,14 ha), jest miejscem rekreacyjnym i świetnym plenerem zdjęciowym. Znajduje się tam między innymi zbudowany w 1929 roku Miles Memorial Playhouse, w którym spotykają się mieszkańcy miasta. Jest to miejsce gdzie można się zabawić, potańczyć, posłuchać muzyki i obejrzeć przedstawienia teatralne.
Park oferuje wiele miejsc do relaksu i odpoczynku takie jak place zabaw i gier dla dzieci, miejsca piknikowe, boiska do koszykówki, korty tenisowe, boiska do krokieta. Wiele z tych miejsc jest tak zaprojektowanych aby służyły równie dobrze ludziom niepełnosprawnym.
W parku do niedawna stało wiele starych, 300-400 letnich drzew eukaliptusowych, których średnica pnia wahała się od 3 do 5 m, 7 z nich zostało wyciętych ze względu na bezpieczeństwo mieszkańców, a pozostałe z nich zostały przycięte.
W całym mieście rosło takich drzew 517, 77 z nich wycięto.